# Opmudring
Opmudring (engelsk: dredging) er det at udgrave materiale fra et område under vand. Dette kan eksempelvis gøre for at forbedre eksisterende vandstrømning, for at omforme eller dræne land- eller vandområder, muliggøre navigation af nye områder eller af kommercielle årsager; for at konstruere dæmning, diger og andre kontrolmekanismer for strømme og kystlinjer; og for at genvinde værdifulde, tabte mineralaflejringer eller havliv med kommerciel værdi. De centrale formål er normalt at genvinde værdifulde materialer eller for at skabe dybere vandarealer.